# Dorome
Dorome ist eine lokale Spezialität der Präfektur Kochi in Japan. Im Tosa-Dialekt bezieht sich Dorome auf frittierte Sardinen von etwa 2–3 cm Länge. Diese werden frisch zubereitet mit einem Dip aus pürierten Knoblauchblättern, Essig und Miso gegessen. Oft wird Dorome in Bars und Kneipen zusammen zu alkoholischen Getränken serviert.
Die Stadt Akaoka in der Präfektur Kochi feiert jährlich ein Dorome-Fest. Das Hauptereignis ist ein Wetttrinken zwischen Männern und Frauen, das darin besteht, ein überdimensionales Masu voll Sake (1,8 l für die Männer, die Hälfte für Frauen) möglichst schnell auszutrinken. Der Rekord stand 2006 bei 12,5 Sekunden bzw. 10,8 Sekunden. Daneben gibt es Dorome-Partys an der Küste, einen Dorome-Tanz der Kinder und eine Fischerbootparade.